# Noha Ndombasi
Pour les articles homonymes, voir Ndombasi.
Noha Ndombasi, né le 28 avril 2001 à Bondy, est un footballeur français qui joue au poste d'avant-centre au Kryvbass Kryvy Rih.

## Biographie

### Carrière en club

#### Formation en France et en Espagne (2011-2022)
Noha Ndombasi commence le football au club de Montfermeil en 2011, ville d'Île de France. À l'âge de 15 ans, il entre au centre de formation des Girondins de Bordeaux où il reste pendant 3 ans avant de partir à l'étranger, en Espagne pour rejoindre le centre de formation du Valence CF.
À Valence, il participera à la Youth League 2019-2020 où il jouera les 6 matchs de phase de groupe mais n'empêchera pas Valence de terminer à la dernière place du groupe. Il jouera par la suite avec la réserve qui évolue en Tercera División RFEF (5e division) où il joue 20 matchs pour 4 buts.

#### Premier contrat professionnel au FC Saint-Gall (2022-2023)
Après six années de formation, Noha Ndombasi termine celle-ci en 2022 sans être parvenu à signer son premier contrat professionnel, il se retrouve alors sans club. En septembre 2022, il quitte l'Espagne pour la Suisse et signe son premier contrat professionnel, d'une durée de deux saisons, au FC Saint-Gall, club jouant en Super League.
Cette première saison sous contrat professionnel se révèlera mitigée puisqu'il ne sera titularisé à aucun match en Super League, entrant en jeu à 11 reprises pour un total de 176 minutes jouées. Après une première saison mitigée, Ndombasi, encore sous contrat avec Saint-Gall participe à la préparation avec le club suisse mais ne rentre pas en jeu lors des quatre premières rencontres de Super League.

#### Retour en France à l'US Concarneau (2023-2024)
Alors qu'il n'a pas joué une seule minute de Super League, l'US Concarneau montre de l'intérêt pour l'avant-centre de 22 ans et Ndombasi voudrait rejoindre les Thoniers jouant en Ligue 2. Le club breton et le FC Saint-Gall parviennent à un accord et Ndombasi est transféré à l'US Concarneau et signe un contrat d'une saison avec les Thoniers.
Le nouveau numéro 9 des Thoniers joue son premier match avec le club face au Paris FC où il rentre en jeu à la 59e minute à la place d'Ambroise Gboho et manque de peu d'inscrire son premier but,. Le néo-concarnois est titularisé pour la première fois lors du match suivant face au FC Annecy. Il inscrit son premier but avec les Thoniers, en Ligue 2 et en professionnel, face à Amiens en permettant à son équipe d'ouvrir le score. La seconde partie de saison verra Ndombasi perdre sa place de titulaire malgré un but inscrit à la 97e minute face à l'USL Dunkerque. Il terminera la saison hors du groupe après le retour de blessure de Bevic Moussiti-Oko et aura au final, joué 26 matchs avec l'USC pour 2 buts inscrits et une passe décisive délivrée.

### Carrière en sélection
Alors qu'il est en formation aux Girondins de Bordeaux, Noha Ndombasi est sélectionné pour disputer plusieurs matchs amicaux avec l'équipe de France U16. Il dispute entre février et mai 2017, 6 matchs dont deux titularisations.
En octobre 2017, il est sélectionné avec l'équipe de France U17 et dispute une sélection, face à la Biélorussie pour le compte des qualifications à l'Euro U17 2018.
Noha Ndombasi connaît sa dernière sélection avec l'équipe de France U18, en septembre 2018, lors d'un match amical face à la Russie où Ndombasi est titulaire et joue 62 minutes.

## Statistiques
| Saison                | Club                  | Championnat           | Championnat | Championnat | Championnat | Coupe(s) nationale(s) | Coupe(s) nationale(s) | Coupe(s) nationale(s) | Total | Total | Total |
| Saison                | Club                  | Division              | M.          | B.          | P.d.        | M.                    | B.                    | P.d.                  | M.    | B.    | P.d.  |
| 2019-2020             | Valence CF Mestalla   | Segunda División      | 2           | 0           | 0           | -                     | -                     | -                     | 2     | 0     | 0     |
| 2020-2021             | Valence CF Mestalla   | Segunda División      | 8           | 0           | 0           | -                     | -                     | -                     | 8     | 0     | 0     |
| 2021-2022             | Valence CF Mestalla   | Tercera División      | 20          | 4           | 0           | -                     | -                     | -                     | 20    | 4     | 0     |
| Sous-total            | Sous-total            | Sous-total            | 30          | 4           | 0           | 0                     | 0                     | 0                     | 30    | 4     | 0     |
| 2022-2023             | FC Saint-Gall         | Super League          | 11          | 0           | 0           | 1                     | 0                     | 0                     | 12    | 0     | 0     |
| 2023                  | FC Saint-Gall         | Super League          | 0           | 0           | 0           | -                     | -                     | -                     | 0     | 0     | 0     |
| Sous-total            | Sous-total            | Sous-total            | 11          | 0           | 0           | 1                     | 0                     | 0                     | 12    | 0     | 0     |
| 2023-2024             | US Concarneau         | Ligue 2               | 26          | 2           | 1           | 0                     | 0                     | 0                     | 26    | 2     | 1     |
| Sous-total            | Sous-total            | Sous-total            | 26          | 2           | 1           | 0                     | 0                     | 0                     | 26    | 2     | 1     |
| 2024-2025             | Kryvbass Kryvy Rih    | Premier-Liha          | 12          | 0           | 0           | 1                     | 0                     | 0                     | 13    | 0     | 0     |
| Sous-total            | Sous-total            | Sous-total            | 12          | 0           | 0           | 1                     | 0                     | 0                     | 13    | 0     | 0     |
| Total sur la carrière | Total sur la carrière | Total sur la carrière | 79          | 6           | 1           | 2                     | 0                     | 0                     | 81    | 6     | 1     |